# Majkop
Majkop (oroszul Майко́п, adige nyelven Мыекъуапэ), város Oroszországban, Adigeföld székhelye. A város Belaja folyó (a Kubán mellékfolyója) jobb partján helyezkedik el. 

## Népesség
- 1926-ban 53 033 lakosa volt, melyből 39 532 orosz, 8 096 ukrán, 1 420 örmény, mindössze 19 adige.
- 1939-ben 55 871 lakosa volt, melyből 48 954 orosz, 2 023 ukrán, 1 802 adige, 1 222 örmény.
- 1959-ben 82 135 lakosa volt, melyből 72 131 orosz, 3 514 ukrán, 2 801 adige, 1 410 örmény.
- 1970-ben 110 885 lakosa volt, melyből 94 661 orosz, 6 629 adige, 4 470 ukrán, 1 936 örmény.
- 1979-ben 124 971 lakosa volt, melyből 102 510 orosz, 10 691 adige, 4 986 ukrán, 2 362 örmény.
- 1989-ben 164 917 lakosa volt, melyből 130 077 orosz, 17 304 adige, 6 467 ukrán, 3 527 örmény.
- 2002-ben 175 753 lakosa volt, melyből 128 963 orosz, 27 256 adige, 5 125 örmény, 4443 ukrán, 184 kurd.
- 2010-ben 166 540 lakosa volt, melyből 112 802 orosz, 27 216 adige, 4 651 örmény, 2 933 ukrán, 1 915 cserkesz, 1 004 tatár, 933 görög, 689 fehérorosz, 203 kurd stb.

## Története
A település a kora és középső bronzkori majkopi kultúra névadója.